# Дзядик (Польща)
Дзядик (пол. Dziadyk) — село в Польщі, у гміні Оструда Острудського повіту Вармінсько-Мазурського воєводства.
Відомо з 1430 року, з 1521 як Дзядик, з 1820 мало назву Дзядек, з 1877 Грайзенау, з 1945 Дзядик.
Населення — 16 осіб (2011).

## Історія
Невеличке село пол. Dziadick (після 1599 р. пол. Dziadik, після 1820 р. нім. Dziadeck або нім. Dziadek) вперше згадується у 1596 р., причому особливої уваги заслуговує вітряк у кількох сотнях метрів на схід від села. Знаходилося на території Прусського герцогства, яке до 1657 року було васалом Польщі.
У 1874 році сільська громада Дзядек увійшла до складу новоствореної округи Краплау (нім. Kraplau, пол. Kraplewo) в окрузі Остероде у Східній Пруссії. 19 вересня 1877 року Дзядек був перейменований на «Грайзенау».
У селі в 1910 році проживало 149 жителів.
30 вересня 1928 року маєток Краплау було включено до сільської громади Грайзенау, яка тоді ж була перейменована на Краплау.
В результаті війни вся південна частина Східної Пруссії в 1945 році відійшла до Польщі. Ґрейзенау отримав польську форму назви «Дзядик», знаходиться у гміні Оструда (Остероде у Східній Пруссії) однойменного повіту,  у 1975—1998 роках у складі Ольштинського воєводства, нині у складі Вармінсько-Мазурського воєводства.

## Демографія
Демографічна структура станом на 31 березня 2011 року:
|          | Загалом | Допрацездатний вік | Працездатний вік | Постпрацездатний вік |
| -------- | ------- | ------------------ | ---------------- | -------------------- |
| Чоловіки | 8       | 1                  | 6                | 1                    |
| Жінки    | 8       | 2                  | 4                | 2                    |
| Разом    | 16      | 3                  | 10               | 3                    |